# Kurt Böhme (militar)
Kurt Böhme (21 de Janeiro de 1917 - 16 de Julho de 1984) foi um comandante de U-Boot que serviu na Kriegsmarine durante a Segunda Guerra Mundial.